# Leucopodella rubida
Leucopodella rubida är en tvåvingeart som först beskrevs av Samuel Wendell Williston  1891.  Leucopodella rubida ingår i släktet Leucopodella och familjen blomflugor. Inga underarter finns listade i Catalogue of Life.